# 源子邕
源子邕（488年—528年1月26日），字灵和，西平郡乐都县（今青海海东市）人，北魏骠骑大将军冯翊惠公源怀之子。

## 生平
北魏孝明帝正光四年（523年）任夏州刺史时，沃野镇人破六韩拔陵起兵叛乱，夏州统万城的乱党也起事呼应。源子邕据城自守，城中粮尽，留下儿子源延伯守城，自己出城求粮，被朔方胡帅曹阿各拔俘获，他虽被囚禁，但胡人仍很敬重他的文雅，最终被他劝降。源子邕向大行台北海王元颢陈述诸贼可以消灭的方略，元颢于是给予他兵马，先行出击。转战九旬，凡数十战，平定东夏全境反叛。孝昌三年（527年），骠骑大将军萧宝夤被叛军击败，大败而回雍州长安，时子邕新平黑城，遂率兵马和夏州募义人，出自西夏，至于东夏，转战千里，擒贼帅康维摩于锯谷，破贼帅契官斤于杨氏堡，打通与北魏朝廷的联络。除兼行台尚书。复破贼帅纥单步胡提于曲沃，受到孝明帝玺书劳勉。子邕在白水郡（今陕西省白水县）破贼率宿勤明达子阿非军，多所斩获。除给事黄门侍郎，封乐平县公。
527年3月，北魏任命源子邕为北讨都督，率兵进讨葛荣。7月，相州刺史、安乐王元鉴在邺城反叛并降附葛荣。子邕与都督李神轨、裴衍先行征讨元鉴，8月攻陷邺城，将其斩首传送洛阳，以功改封阳平县公，增邑千五百户，进号镇东将军。11月，葛荣攻陷冀州（治信都县），俘虏刺史元孚。魏以都督源子邕为冀州刺史，令其继续进讨。孝昌三年十二月戊申（528年1月26日），源子邕、裴衍与葛荣10万起义军在阳平郡（今山东莘县）东北漳水曲大战，魏军战败，源子邕、裴衍战死。北魏赠子邕车骑大将军、仪同三司、雍州刺史，县公如故。永安中，重赠司空，谥曰庄穆。

## 家世
- 曾祖：秃发傉檀，南凉武王秃发乌孤之弟，入北魏国为西平公。
- 祖父：源贺，先封西平王，改封陇西王。谥曰宣王（景王）。
- 父亲：源怀，北魏骠骑大将军、冯翊惠公。

## 子女
- 长子：源延伯，封浮阳伯，与父亲一同战死阳平，年二十四。赠持节、平北将军、凉州刺史，开国如故。有《魏故使持节都督凉州诸军事平北将军凉州刺史浮阳县开国伯源侯墓志铭》
  - 孙：源孝孙，袭爵浮阳伯
- 次子：源模，字士则。孝昌二年七月十三日早亡，有《魏故尚书郎中源君墓志铭》
- 子：源士正，与弟士规，并坐事死。
- 子：源士规
- 子：源楷，字士质。